# Carolina Andrade
Carolina Andrade Freire (Guayaquil, 1963) es una escritora, periodista y catedrática ecuatoriana. Entre sus obras más reconocidas se encuentra la novela A orillas de un relato (2024), con la que se hizo acreedora del Premio Joaquín Gallegos Lara a la mejor novela ecuatoriana del año.
En su faceta como catedrática, ha trabajado como profesora en las carreras de comunicación y literatura de la Universidad Católica de Santiago de Guayaquil. Fue además directora de la carrera de comunicación en la misma universidad y decana de la facultad de filosofía.

## Biografía
Luego de finalizar sus estudios secundarios, empezó a estudiar literatura en la Universidad Católica de Santiago de Guayaquil, pero dejó la carrera. Tras ello se dedicó al periodismo y laboró en el canal Telesistema y más tarde en Ecuavisa, donde fue productora y trabajó en el programa Complicidades.
En la década de 1980 asistió a clases en la Sociedad General de Escritores Mexicanos, impartidas por Miguel Donoso Pareja, y luego continuó tomando los talleres literarios de Donoso cuando este se mudó a Ecuador. En dichos talleres, Andrade y las escritoras Gilda Holst, Liliana Miraglia, Livina Santos y Marcela Vintimilla, pasaron a ser conocidas como «las cinco como un puño», en honor al apelativo del Grupo de Guayaquil. Posteriormente, Andrade completó su carrera en literatura.
Su primera obra fue la colección de relatos Detrás de sí (1994), que entre sus temáticas principales tenía el abordaje de la condición de la mujer en la sociedad. En 1999 publicó su siguiente libro de cuentos, De luto, que personalidades como Raúl Vallejo calificaron como obra «de enorme madurez y sostenida propuesta narrativas» y superior a su obra anterior. Su tercer colección de cuentos, titulada Revista y revuelta, fue publicada en 2003.
En 2009 publicó su primera novela, Frágiles, que escribió durante un periodo de cuatro años y cuyo título fue inspirado por las discusiones públicas sobre la fragilidad de la clase media educada durante la crisis económica en Ecuador de 1998-1999. Entre las opiniones positivas de la obra estuvo la de la catedrática Cecilia Ansaldo, quien destacó la metáfora recurrente en el libro de la fragilidad del vidrio como forma de explorar la fragilidad psicológica de los personajes, una pareja conformada por una ecuatoriana y un chileno, aunque a la vez consideró que la obra pudo ser más extensa.
Luego de más de una década de silencio editorial, en 2024 publicó la novela A orillas de un relato, de la mano de  b@ez.editor.es. La trama de la obra sigue a una mujer de mediana edad que empieza terapia para procesar un evento que le ocurrió muchos años atrás cuando participó en un experimento social llevado a cabo por una entidad misteriosa conocida como UAPEC (Universo Apto para Estudios Científicos), que pronto se convirtió en una especie de competencia de supervivencia a manera de programa de telerrealidad, aunque luego empieza a recordar los eventos dolorosos detrás de esos recuerdos. La obra fue bien recibida y ganó el Premio Joaquín Gallegos Lara a la mejor novela ecuatoriana del año.

## Obras
- Detrás de sí (1994), cuentos
- De luto (1999), cuentos
- Revista y revuelta (2003), cuentos
- Frágiles (2009), novela
- A orillas de un relato (2024), novela